# Restauração ecológica

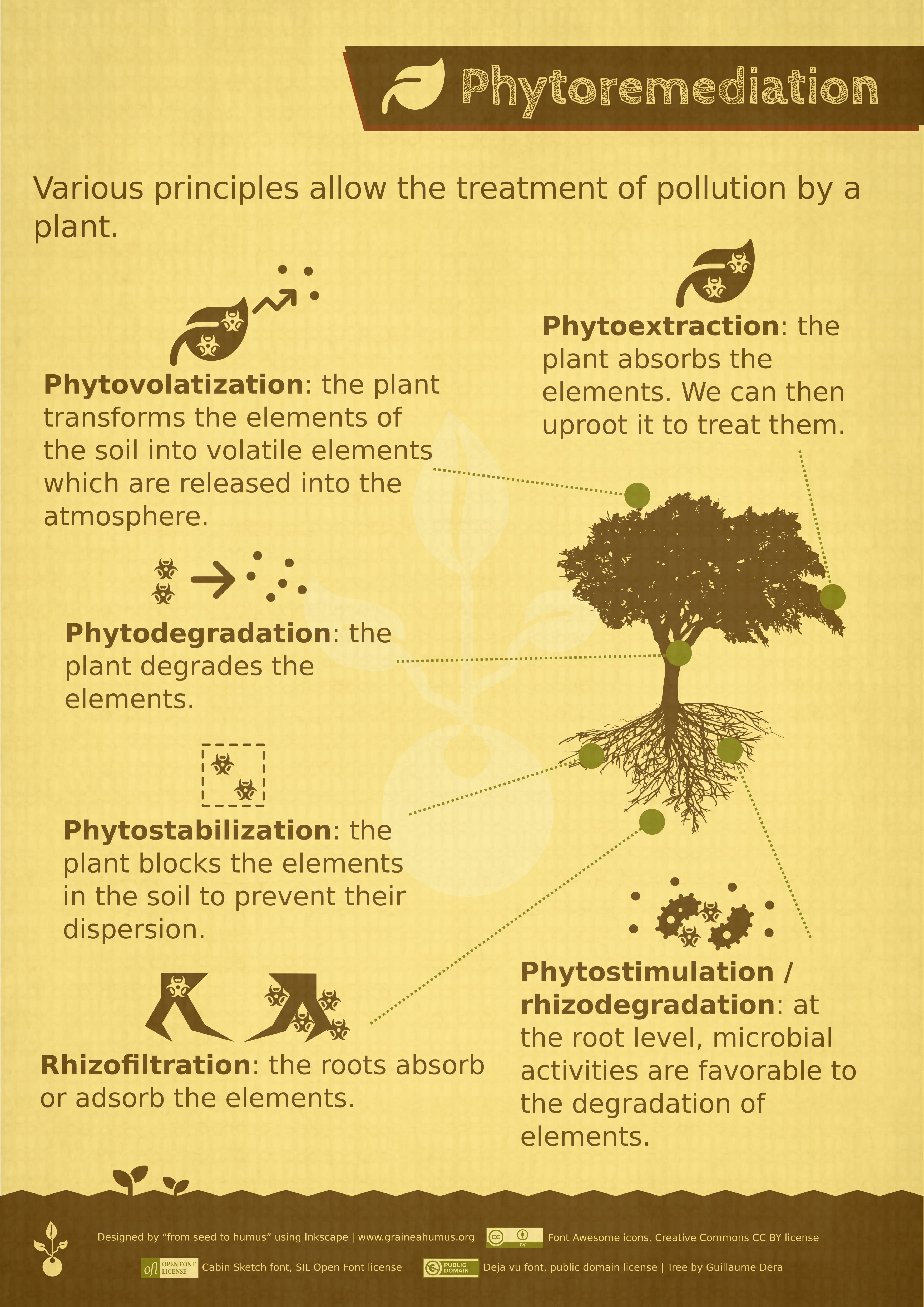
Source files on

A restauraçāo ecológica é definida como um processo de alteração intencional de um habitat para estabelecer um ecossistema definido, natural e histórico local. O objetivo deste processo é imitar a estrutura, a função, a diversidade e a dinâmica do ecossistema original (definição da Society of Ecological Restoration). O processo de restauração é induzido pelo homem para recuperar as condições ambientais (vegetação, flora, fauna, clima, água, solo e microorganismos) de um ecossistema perturbado; o qual deve contemplar a combinação de múltiplos conhecimentos científicos sobre a ecofisiologia das espécies vegetais, as características do solo, a dinâmica dos nutrientes no mesmo, a história natural da localidade, o uso do solo tradicional, o impacto da transformação do sistema nas comunidades humanas que realizam seu aproveitamento e a importância econômica e social potencial das espécies nativas, entre outros. O principal objetivo é gerar como resultado um sistema altamente diverso e similar, quanto a composição e estrutura, ao original. Este sistema deve ser auto-sustentável não somente em termos ecológicos, senão também sociais, pois pode constituir uma fonte de recursos econômicos para as comunidades vizinhas e se são utilizados por estas de maneira racional, poderão garantir sua conservação.

## História
A revolução neolítica, e especialmente o nascimento da agricultura, originou uma nova narrativa do universo, e com ela uma nova interpretação da nossa relação como humanos com o entorno imediato. Essa visão prevalece até hoje, e por conta dela as correções dos impactos ambientais não desejados decorrentes da atividade humana costumam se apoiar em semeaduras e plantações planejadas em função da fertilidade da terra e da seleção das espécies vegetais. Em meados do século XIX, a ciência florestal se desenvolveu a partir das disciplinas agronômicas e passou a adquirir entidade própria. A restauração ecológica não tem suas origens nas aproximações agronômicas ou florestais, mas originou-se a partir de uma visão sistêmica, adquirida nos primórdios da ecologia, que nasceu como ciência no final do século XIX e inícios de XX. Entre os pioneiros da restauração ecológica, um dos responsáveis pelo Serviço Florestal dos Estados Unidos, Aldo Leopold, se manteve fiel à tradição florestal e sugeriu novas formas de intervenção no meio quando difere em 1949 entre "plantar árvores e cultivá-las como se fossem repolhos", e "tratar la terra como um conjunto de partes interdependentes que interagem entre si". Como ciência, a ecologia da restauração emerge em sinergia com a biologia da conservação e a ecologia da paisagem. O que marca o encontro entre ecólogos interessados no estudo de recuperação de espaços degradados e técnicos da restauração ecológica é a criação da Sociedade para a Restauração Ecológica em 1978. Desde então, e especialmente desde o início do século XXI, o a restauração ecológica não só foi enriquecida, mas até mesmo redefinida para incorporar conhecimentos históricos, culturais, sociológicos e econômicos, adquirindo uma visão holística do tratamento dos espaços degradados. Na atualidade, a restauração ecológica é uma atividade profissional consolidada que se apresenta à sociedade como uma das principais ferramentas para articular de maneira sustentável e satisfatória o habitat e a atividade dos seres humanos.